# Zimzelen
Zimzelen (bułg. Зимзелен) – wieś w Bułgarii, w obwodzie Kyrdżali, w gminie Kyrdżali. Według danych szacunkowych Ujednoliconego Systemu Ewidencji Ludności oraz Usług Administracyjnych dla Ludności, 15 czerwca 2020 roku miejscowość liczyła 151 mieszkańców. Na terytorium wsi występują liczne skalne fenomeny.